# Vindhyabergen

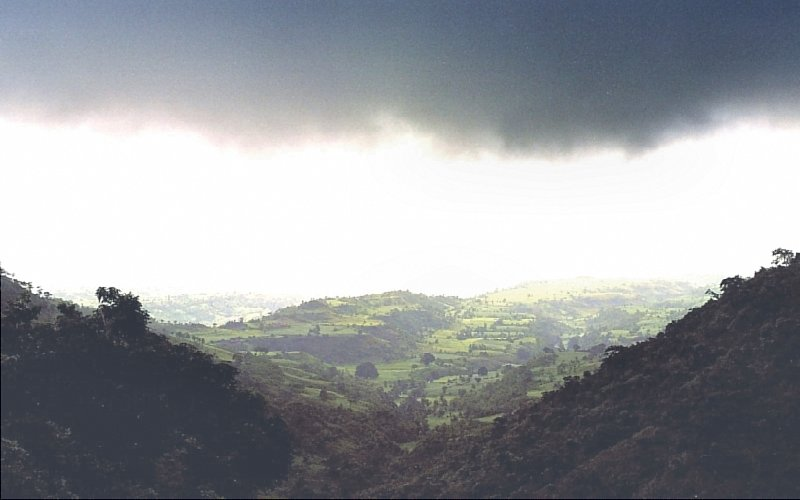
Vy under mörka moln över Vindhyabergen

Vindhyabergen är en bergskedja i nordvästra Indien. Vid dess fötter ligger städerna Indore och Bhopal. Floden Narmada rinner strax söder om Vindhyabergen.
I Vindhyabergen har fynd av mänskliga aktiviteter från paleolitikum hittats. I sandstensmassiven finns klippmålningar med djurmotiv, vilka är daterade till 8000 f.Kr.-5000 f.Kr.. 